# Datació d'ossos
La datació d'ossos  és un mètode per esbrinar si un conjunt d'ossos trobats en el mateix nivell estratigràfic estan associats entre si. Un mètode útil per a estimar si diversos ossos associats en el mateix dipòsit estratigràfic tenen en realitat la mateixa edat relativa és l'anàlisi química, mitjançant l'estudi dels seus continguts de nitrogen, fluor i urani. Es basa en el fet que dos ossos enterrats en el mateix tipus de sediment haurien de tenir les mateixes proporcions de fluor, un element present en la terra i que es dissol en l'aigua, de tal manera que pot ser incorporat al fòssil amb el pas del temps.

## Comprovació
En el dipòsit, els ossos perden gradualment el seu contingut en proteïnes, especialment el col·lagen. L'indicador més útil d'aquesta perduda és el nitrogen, que en ossos moderns ronda el 4%. La velocitat d'aquesta reacció depèn de la temperatura, el contingut bacteriològic, químic i de la humitat del jaciment arqueològic.
El fluor i l'urani, al contrari, s'incrementen amb el pas del temps. La velocitat d'aquest procés depèn de la quantitat que hagi d'aquests elements en les aigües subterrànies que es filtren en el dipòsit. Els percentatges de fluor i urani depenen, com en el cas del nitrogen, de factors locals.
Així, tots aquests índexs de canvi són massa incerts per fer-ne la base d'un mètode de datació absoluta, però si són útils a l'hora de distingir ossos d'edats diferents trobats junts en una mateixa unitat estratigràfica dins d'un jaciment.

## Exemple d'aplicació
En els anys cinquanta, va ser utilitzat per desvetllar la falsificació de Home de Piltdown. Es va trobar a Sussex el 1912 fragments d'un crani humà i una mandíbula d'aparença simiesca. Es va arribar a pensar que es tractava d'un «baula perduda" entre els humans i els micos. L'home de Piltdown ( Eoanthropus dawsoni ) va tenir un lloc reconegut en els llibres de text fins a 1953, moment en què es va descobrir, gràcies a aquest mètode, que el crani era recent (uns 620 anys aproximadament) i la mandíbula pertanyia a un orangutan. Tant el crani com la mandíbula havien estat tractats amb un pigment anomenat dicromat de potassi i havien llimat les dents d'aquesta última perquè donessin una imatge antiga.